# Anticlea (planta)
Anticlea es un género  de plantas herbáceas perteneciente a la familia Melanthiaceae. Es originaria del este de Europa, regiones templadas de Asia y desde el norte de América hasta Guatemala. Comprende 71 especies descritas y de estas, solo 11 aceptadas.

## Taxonomía
El género fue descrito por Carl Sigismund Kunth y publicado en Enumeratio Plantarum Omnium Hucusque Cognitarum 4: 191. 1843. La especie tipo es: Anticlea sibirica (L.) Kunth

## Especies aceptadas
A continuación se brinda un listado de las especies del género Anticlea (planta) aceptadas hasta julio de 2015, ordenadas alfabéticamente. Para cada una se indica el nombre binomial seguido del autor, abreviado según las convenciones y usos.

## Especies
- Anticlea elegans (Pursh) Rydb., Bull. Torrey Bot. Club 30: 273 (1903).
- Anticlea frigida (Schltdl. & Cham.) Zomlefer & Judd, Novon 12: 303 (2002). - saboeja o savoeja de México[4]
- Anticlea hintoniorum (B.L.Turner) Zomlefer & Judd, Novon 12: 303 (2002).
- Anticlea mogollonensis (W.J.Hess & Sivinski) Zomlefer & Judd, Novon 12: 303 (2002)
- Anticlea neglecta (Espejo, López-Ferr. & Ceja) Zomlefer & Judd, Novon 12: 303 (2002).
- Anticlea occidentalis (A.Gray) Zomlefer & Judd, Novon 12: 303 (2002).
- Anticlea sachalinensis (F.Schmidt) Zomlefer & Judd, Novon 12: 303 (2002).
- Anticlea sibirica (L.) Kunth, Enum. Pl. 4: 191 (1843).
- Anticlea vaginata Rydb., Bull. Torrey Bot. Club 34: 108 (1912).
- Anticlea virescens (Kunth) Rydb., Bull. Torrey Bot. Club 30: 273 (1903).
- Anticlea volcanica (Benth.) Baker, J. Linn. Soc., Bot. 17: 482 (1880).